# Pescecyclops monacanthus
Pescecyclops monacanthus – gatunek widłonoga z rodziny Cyclopidae. Jako pierwszy opisał go w 1928 roku niemiecki zoolog Friedrich Kiefer, nadając mu nazwę Cyclops monacanthus.